# Stadion Georgiego Asparuchowa w Sofii
Stadion imienia Georgiego Asparuchowa w Sofii (bułg. Стадион „Георги Аспарухов“) – stadion piłkarski nazwany na cześć znanego napastnika Georgiego Asparuchowa, broniącego barwy klubu w latach 1959–1961 i 1963–1971, który zginął tragicznie w wypadku samochodowym 30 czerwca 1971 roku.
Został otwarty w 1963 roku i jest własnością klubu Lewski Sofia. Wcześniej od 1926 do 1949 roku klub grał na stadionie, który był nazywany jako boisko "Lewski" i znajdował się w centrum miasta, na miejscu, gdzie teraz jest Stadion Narodowy im. Wasyla Lewskiego. Podczas budowy nowego stadionu narodowego na początku 1950 roku, klub został zmuszony do korzystania najpierw z stadionu "Junak", a następnie grał na boisku piłkarskim w dzielnicy Sofii Iwan Wazow (w tym miejscu jest teraz kompleks basenowy "Spartak").
W latach 1950, klubowi przekazały grunty pod budowę nowego stadionu. Budowa rozpoczęła się w 1960 roku, a trzy lata później został wybudowany nowy stadion, zaprojektowany przez Lazara Paraszkewanowa. Jego oficjalna nazwa brzmiała Stadion Lewski, ale fani klubu nazywali go Gerena od nazwy dzielnicy, w której się znajduje. Arena została otwarta 10 marca 1963 roku, kiedy w meczu ligowym mistrzostw Bułgarii Lewski wygrał 4:0 z Spartakiem Plewen. Wtedy stadion miał rozmiary boiska 110 × 80 m, bieżnię lekkoatletyczną i mógł pomieścić 38 000 widzów, w tym miejsc stojących. Główna trybuna stadionu była zadaszona.
Poważna przebudowa stadionu miała miejsce w 1969 roku po połączeniu klubów piłkarskich z Sofii - Lewskiego z Spartakiem Sofia. Nowe obiekty sportowe powstały wewnątrz i wokół stadionu, co czyniło go wielofunkcyjnym, z możliwością prowadzenia rozgrywek w gimnastyce, boksie, podnoszenie ciężarów, siatkówki itp. Ponadto, na wschód od stadionu zostały zbudowane cztery boiska treningowe z murawą.
W roku 1986 nad północną trybuną stadionu była zainstalowana tablicy świetlna oraz postawiono cztery maszty oświetleniowe.
W 1990 roku stadion został przemianowany na cześć legendarnego napastnika klubu Georgiego Asparuchowa. Pomnik Georgiemu Asparuchowowi postawiono w pobliżu głównego wejścia na stadion.
W 1992 roku stadion został zamknięty do generalnego remontu. Klub był zmuszony grać na stadionie im. Wasyla Lewskiego. Rekonstrukcja stadionu została zatrzymana w latach 1993-1997, ze względu na kryzys gospodarczy w Bułgarii. W 1998 r. został założony fundusz na modernizację stadionu, gdzie tysiące fanów Lewskiego ofiarowało pieniędzy na kontynuowanie prac budowlanych, co pozwoliło oficjalnie otworzyć stadion 5 maja 1999 roku. Bieżnia lekkoatletyczna została usunięta, a pojemność stadionu została zmniejszona do 29 980 miejsc siedzących.
Ostatnio dwukrotnie – w 2006 i 2007 roku – był modernizowany. Obecnie spełnia wszystkie kryteria UEFA do rozgrywania najważniejszych spotkań piłkarskich, w tym finałów Ligi Mistrzów i Pucharu UEFA. Na stadionie swoje mecze rozgrywają reprezentacje Bułgarii seniorów i U-21 oraz kluby grające w europejskich pucharach.